# 克里斯蒂安·阿比亚蒂
克里斯蒂安·阿比亚蒂（Christian Abbiati，1977年7月8日—）是一位退役意大利足球运动員，司職門將。

## 球員生涯

### 俱乐部
阿比亚蒂效力了一間意大利丙組聯賽的俱乐部蒙扎長達4年，（其中一年去了另一間球會波高斯西亞），並在聯場上上陣了52場。
於1998年，艾比亞迪轉會至意甲的AC米蘭，當年的球季由於德國門神的表現未得到球會滿意而被譴回德甲的，而隊中的另一位門將又因在對佩魯賈時的一個嚴重犯規而被罪停賽，隊中可選擇的只有艾比亞迪一個。
艾比亞迪在該場賽事成功救出佩魯賈一記具威脅的攻門令球隊能繼續保持球會於聯賽的地位，最終AC米蘭奪得該季的意甲冠軍。來季，艾比亞迪正式成為了球會的1號門將，但好景不长，艾比亞迪其後因新主教练的來臨而失去了正選地位。
雖然如此，但艾比亞迪为意大利奪得歐洲21歲以下青年足球錦標賽的冠軍。及後，新領隊的上場令艾比亞迪再次成為正選，可惜艾比亞迪的受傷令迪達成功上位，自此之後，艾比亞迪再無法成為正選球員，所以只能參與意大利盃等較低一級的賽事。
2005年至2006年的球季，由於AC米蘭在一場與的友場中，因卡卡誤傷，而令AC米蘭將艾比亞迪外借至祖雲達斯作為保方的替補，令艾比亞迪能成為正選，其後，他再被租借到及，而他出色的表現令他於在2008-09球季回歸AC米蘭。
2009-10球季，艾比亞迪於3月對的比賽中受傷，要休養半年，期間由迪達取代他的位置。
2010-11球季，由於迪達的離去，艾比亞迪再次成為AC米蘭的正選門將，並以出色的表現協助AC米蘭奪得該季的意甲冠軍。
現時，艾比亞迪的戰衣为32號。
2016年5月14日，AC米蘭官方宣佈，門將艾比亞迪將在5月15日(AC米蘭對羅馬)迎來職業生涯最後一場比賽，並在球季完結後掛靴。

### 國家
在國家隊，艾比亞迪因經常被貶為後備球員，而且所參與的也是比較低级别的球賽，因此無法表現到自己良好的技術，極少入選國家隊。但事實上，艾比亞迪曾入選2002年世界杯意大利的23人大軍，但奈何比艾比亞迪更為出眾，只好坐在球場的長椅上觀看球賽，沒有為國家隊上陣1分鐘，意大利就被南韓淘汰出局。及後，艾比亞迪成為國家隊成員的机会因被貶為後備且國家新星出現而漸漸減少。

## 榮譽

### 球會
AC米蘭
- 意大利甲組足球聯賽（3）：1998–99, 2003–04, 2010–11
- 意大利盃（1）：2002–03
- 意大利超級盃（2）：2004, 2011
- 歐洲聯賽冠軍盃（1）：2002–03
- 歐洲超級盃（1）：2003
- 洲際盃 (亞軍)：2003

### 國家隊
意大利
- 歐洲國家盃（亞軍）：2000

### 個人
- AC米蘭名人堂[4]

### 勳章
5級/騎士：2000

## 外部連結
- 艾比亞迪官方網